# Iný rozmer
Iný rozmer je studiové album slovenské skupiny Desmod z roku 2011. Kromě písní ve slovenštině se zde taky poprvé objevují anglické texty a to ve třech písních.
Prvním singlem je písnička Zvukoprázdno, která je věnovaná všem neslyšícím a připravuje s k ní videoklip, ve kterém bude Kuly zpívat rukama.

## Seznam skladeb
1. "Modlitba" - 3:41
2. "Zvukoprázdno" - 4:17
3. "Ona a on" - 3:52
4. "I would" - 3:55
5. "4 ročné trápenia" - 3:46
6. "Anonym" - 3:51
7. "Osie hniezdo" - 3:51
8. "Insane" - 3:17
9. "Neživá" - 3:32
10. "Hádaj" - 3:10
11. "Turn off the Light" - 2:37

## Výroba[2]
- Hudba: DESmod
- Texty: DESmod (slovenské), Kamil Konkoľ (anglické)
- Manažer: Michal Kožuch
- Hosté: Lucia Nováková (vokál - Zvukoprázdno, Modlitba), Ján Kožuch (hlas - Modlitba)
- Produkce a mixáž: Peter "Sanchez" Saniga & DESmod
- Zvuková režie: Peter "Sanchez" Saniga
- Mastering: Tomáš Kmeť
- Nahráno: studio Exponent v Šulekově
- Typografie, fotografie: Damian Herb, Symon Kliman